# Brenda Speaight
Brenda Ethel Speaight (* 4. Quartal 1906; † 20. Jahrhundert, verheiratete Brenda Singer) war eine englische Badmintonspielerin. 

## Karriere
Brenda Speaight gewann 1933 und 1934 die Damendoppelkonkurrenz bei den Scottish Open. In der gleichen Disziplin wurde sie beim damals bedeutendsten Badmintonturnier, den All England, 1932, 1933 und 1934 jeweils Zweite mit der Waliserin L. W. Myers. In der englischen Nationalmannschaft wurde sie zweimal eingesetzt. Im zweiten Quartal 1937 heiratete sie Geoffrey Singer.

## Sportliche Erfolge
| Saison | Veranstaltung             | Disziplin   | Platz | Name                            |
| ------ | ------------------------- | ----------- | ----- | ------------------------------- |
| 1932   | All England               | Damendoppel | 2     | L. W. Myers / B. E. Speaight    |
| 1933   | All England               | Damendoppel | 2     | L. W. Myers / B. E. Speaight    |
| 1933   | Scottish Open             | Damendoppel | 1     | Marian Horsley / B. E. Speaight |
| 1934   | Scottish Open             | Damendoppel | 1     | Marian Horsley / B. E. Speaight |
| 1934   | All England               | Damendoppel | 2     | L. W. Myers / B. E. Speaight    |
| 1935   | West Sussex Championships | Damendoppel | 1     | Brenda Speaight / Betty Uber    |

## Referenzen
- http://www.badmintonengland.co.uk/core/core_picker/download.asp?id=13182

| Personendaten    | Personendaten                                          |
| ---------------- | ------------------------------------------------------ |
| NAME             | Speaight, Brenda                                       |
| ALTERNATIVNAMEN  | Singer, B. E.; Speaight, Brenda Ethel; Speaight, B. E. |
| KURZBESCHREIBUNG | englische Badmintonspielerin                           |
| GEBURTSDATUM     | 1906                                                   |
| STERBEDATUM      | 20. Jahrhundert                                        |